# A Locomotiv GT összes nagylemeze
Locomotiv GT összes nagylemeze címmel 1991-ben jelent meg 12 nagylemez díszdobozban. A CD-változat 1992-ben jelent meg kettő, 5-5 CD-t tartalmazó dobozban. A Locomotiv GT V. azon áron fért rá egy CD-re, hogy lehagyták róla az Ikarus 254 című dalt.

## Első doboz
1. CD: Locomotiv GT
2. CD: Ringasd el magad
3. CD: Bummm!
4. CD: Mindig magasabbra
5. CD: Locomotiv GT V.

## Második doboz
1. CD: Zene – Mindenki másképp csinálja
2. CD: Mindenki
3. CD: Loksi
4. CD: Locomotiv GT X.
5. CD: Ellenfél nélkül